# Łukoszyno-Borki
Łukoszyno-Borki is een plaats in het Poolse district  Płocki, woiwodschap Mazovië. De plaats maakt deel uit van de gemeente Brudzeń Duży en telt 94 inwoners.